# Synema lopezi
Synema lopezi es una especie de araña cangrejo del género Synema, familia Thomisidae, orden Araneae.

## Distribución
Esta especie se encuentra en México.

## Taxonomía
Fue descrita por Jiménez en 1988.
Tratamiento taxonómico
La especie aparece registrada y publicada en Dos nuevas arañas cangrejo (Araneae, Thomisidae) de Mexico. Journal of Arachnology 15: 395–399.